# Боричев Ток
Бори́чев Ток — улица в Подольском районе города Киева, местность Подол. Пролегает от Боричева спуска до Фроловской улицы. К улице Боричев Ток примыкают улицы: Игоревская, Андреевская, переулок Академика Зелинского и Андреевский спуск.
Протяжённость 710 м.

## Название
О происхождении названия улицы Боричев Ток существует несколько версий: по одной из них, она возникла от исторической местности Борич (урочище Боричев, Сборичев, гора Борич, что, по отдельным свидетельствам, является древним названием Андреевской горы). По другой версии название происходит от древнерусской правительственной должности борича (бирюча, бируча), что соответствует нынешнему таможеннику (надо отметить, что поблизости от Боричева Тока в древности находилась таможня). В исторической литературе упомянут также воевода Борич. Слово «ток» по одной из версий — укороченное название «толчка» (торгового места), по другой — скопление источников и ручьёв, которые вытекали из-под горы. Ещё одна версия подчёркивает значение слова «ток» как места для обмолоту хлеба.

## История
Эта местность известна ещё со времён Киевской Руси. В X — XVII столетиях тут селились преимущественно ремесленники. Собственно улица Боричев Ток по её современной линии возникла после Подольского пожара 1811 года, который уничтожил деревянную застройку и, по свидетельствам очевидцев и архивным документам, «превратил в пепел лучшую часть города». Улица была проложена в связи с перепланировкой Подола по проекту архитектора В. Гесте, согласно которому Подол был поделён на прямоугольные кварталы сеткой прямых улиц.
На улице Боричев Ток сохранился усадебный характер малоэтажной послепожарной застройки начала XIX столетия, отдельные дома которой взяты на государственный учёт и под охрану как памятники градостроения и архитектуры.

## Памятники истории и архитектуры
- дом № 39 — жилое здание середины XIX века.
- дом № 22-а — жилое здание 1816 г.

## Памятники
- Мемориальная доска Ладо Кецховели, российскому революционеру (дом № 25). Установлена в 1965 году, архитектор В. П. Шевченко

## Почтовый индекс
04070

## Географические координаты
координаты начала 
50°27′31″ с. ш. 30°31′24″ в. д.
координаты конца 
50°27′44″ с. ш. 30°30′54″ в. д.

## Транспорт
- Станция метро "Почтовая площадь"
- Станция метро "Контрактовая площадь"